# Tipula (Trichotipula) beatula
Tipula (Trichotipula) beatula is een tweevleugelige uit de familie langpootmuggen (Tipulidae). De soort komt voor in het Nearctisch gebied.